# Ponovno oplaščenje pnevmatik
Ponovno oplaščenje (ang. retread, remold ali recap) je proces pri katerem se na obrabljene pnevmatike namesti novo tekalno površino (profil). Proces uporabi do 90 % originalne pnevmatike in stane okrog 20 % cene nove pnevmatike. Na novo oplaščene pnevmatike se uporablja na letalih, dirkalnih avtomobilih, avtobusih in tovornjakih. Redko se uporabljajo tudi na avtomoblih, odvisno od regulacij. Leta 2006 so v Severni Ameriki prodali okrog 17,6 milijona na novo oplaščenih pnevmatik.